# Campionati europei di sci alpinismo 2001
I Campionati europei di sci alpinismo 2001 sono stati la 1ª edizione della competizione continentale di sci alpinismo. Si sono svolti il 27 gennaio 2001 a Les Contamines-Montjoie, in Francia. 

## Podi

### Maschili
| Evento         | Oro                                    | Argento                               | Bronzo                                        |
| Gara a squadre | Francia Stéphane Brosse Pierre Gignoux | Francia Vincent Meilleur Cédric Tomio | Slovacchia Miroslav Leitner Peter Svätojánsky |

### Femminili
| Evento         | Oro                                          | Argento                                  | Bronzo                                     |
| Gara a squadre | Svizzera Catherine Mabillard Sandra Zimmerli | Francia Valérie Ducognon Delphine Oggeri | Francia Alexia Zuberer Gloriana Pellissier |

## Medagliere
| Posiz. | Nazione    | Oro | Argento | Bronzo | Totale |
| ------ | ---------- | --- | ------- | ------ | ------ |
| 1      | Francia    | 1   | 2       | 1      | 4      |
| 2      | Svizzera   | 1   | 0       | 1      | 0      |
| 3      | Slovacchia | 0   | 0       | 1      | 1      |
| Totale | Totale     | 2   | 2       | 2      | 6      |